# 355：諜影特攻
《355：諜影特攻》（英語：The 355）是一部2022年上映的美國間諜片，由賽門·金柏格執導並與泰瑞莎·瑞貝可合作編劇。主演包括潔西卡·雀絲坦、黛安·克魯格、露琵塔·尼詠歐、潘妮洛普·克魯茲、范冰冰、賽巴斯汀·史坦和艾格·拉米瑞茲。劇情講述一群集結各國菁英探員聯手執行一項致命任務，目的取回落入僱傭兵手中的絕密武器。片名“355”为美国革命时期反殖民团体爱国者一名女间谍的代号。
電影由環球影業排定2022年1月7日美國上映；口碑和票房雙敗。

## 剧情
哥伦比亚叢林的一座豪宅中，一名毒枭向買家克拉克展示一個硬碟，里面装有毒梟兒子編寫的程式，不可複製、無法轉移，能侵入全球任何資訊系统，當場造成一架貨機墜毀和波哥大停電，克拉克想獨佔硬碟而殺了毒梟父子，此時哥倫比亞突擊隊攻入宅邸，混乱中，哥伦比亚国家情报总局特工路易斯·罗哈斯拿了硬碟。美国中央情报局特工梅森·“梅丝”·布朗奉上司馬克斯之命，與搭档尼克一起前往巴黎，和罗哈斯交易。双方碰面时，德国联邦情报局特工玛丽·施密特介入，抢走其中一個背包，羅哈斯立刻遁走，梅丝尾隨玛丽到地铁站，兩人交手後瑪麗跳上列車逃走，而尼克在追逐羅哈斯途中，遇到克拉克。
梅絲回到中情局巴黎辦公室，马克斯透露尼克死了，屍體還是他親自去認的。马克斯希望梅丝不择手段拿回硬碟。梅丝来到伦敦，请退出军情六处的好友哈迪娅·阿迪耶姆帮忙追蹤羅哈斯。此時哥倫比亞情报局心理学家格蕾丝·里维拉找到羅哈斯。玛丽發現自己搶到的包包裝的是錢，她的上司乔纳斯·穆勒要她找回硬碟。
格蕾絲說服路易斯將硬碟交給哥倫比亞情報局，兩人到一處漁港取硬碟，梅丝和哈迪娅此時来到漁港，路易斯遭到哥倫比亞情報員背叛，性命垂危，临死前，他交给格蕾丝一支手机，只能由她的指紋打开，可以追踪硬碟的去向。梅丝、哈迪婭和玛丽在漁港追凶，凶手駕船逃走。事後玛丽带格蕾丝去安全屋，梅丝和哈迪娅隨後趕到。哈迪娅說服大家合作。四人追到摩洛哥一個市場，在變節情報員、接應人與其他勢力的傭兵之間成功攔截硬碟。一行人将硬碟交给马克斯，吃晚餐时，新闻报道多地出现飞机坠毁、供电中断的事件，四人領悟到硬碟可能落入恐怖组织手里。四人回到安全屋，发现马克斯遇害。此时中情局的突击队攻入，四人成了马克斯遇害、硬碟遺失的替罪羊。
眾人逃出安全屋後回頭找上摩洛哥攔截戰中的接應人，他透露硬碟将於上海一场地下拍卖会上出現，方才出现的災難事件就是为了示範給潜在买家看。一行人潛入上海的拍卖会，梅丝發現尼克还活着，而且為罪犯克拉克賣命。尼克順利買下硬碟離開，一行人未能阻止他，還差點被警方捉走，此時拍賣會主持人帶她們脫身。此人自称林蜜生，為中國國防部工作，硬碟是用来辨别在场罪犯的诱饵，已经在尼克離開拍賣會時調包了。而之前的災難事件是馬克斯利用硬碟製造的，他也是克拉克的人馬。
克拉克发现尼克花費5億買回的设备是假貨，痛打了他一顿。尼克挾持穆勒、哈迪娅男友及格蕾丝家人，威脅梅絲一行人交出硬碟，蜜生父亲、穆勒、哈迪娅男友先後遇害，蜜生不得已交出硬碟，尼克帶走蜜生要她驗貨。其他人发现蜜生通过眼鏡的隱藏攝影機所見，洩漏尼克一夥人的行蹤。她们拿了蜜生安全屋的軍火，前去营救蜜生，在被警方逮捕前終於摧毁硬碟。
两个月后，在槍戰中倖存、洗白的尼克杀掉克拉克，晉升為中情局主管，他回到家中，發現了流亡的梅丝，得意自滿的尼克一時不察喝下毒酒，昏迷之前，梅絲說他將在天涯海角的监狱度过余生，为自己的罪行付出代价。

## 演員
- 潔西卡·雀絲坦飾演梅森·「梅絲」·布朗（Mason "Mace" Brown）：百變的美國CIA探員。
- 露琵塔·尼詠歐飾演哈蒂佳（Khadijah）：前英國MI6盟友兼頂尖電腦專家。
- 黛安·克魯格飾演瑪麗（Marie）：具競爭意識的德國BND探員。
- 潘妮洛普·克魯茲飾演葛蕾西艾拉（Graciela）：老練的哥倫比亞DNI（英语：National Intelligence Directorate (Colombia)）探員兼心理學家。
- 范冰冰飾演林蜜生（Lin Mi Sheng）：神秘的MSS探員，追蹤團隊的一舉一動。
- 賽巴斯汀·史坦飾演尼克（Nick）：CIA探員，梅絲的同事。
- 艾格·拉米瑞茲飾演路易斯（Luis）：DNI探員。
- 艾米利歐·殷索萊拉飾演哈克（Hacker）
- 傑森·王（英语：Jason Wong）飾演史蒂芬（Stevens）
- 約翰·道格拉斯·湯普森（英语：John Douglas Thompson）飾演賴瑞·馬克斯（Larry Marks）
- 傑森·弗萊明飾演伊利亞·克拉克（Elijah Clarke）
- 希騰·帕特爾（Hiten Patel）飾演艾哈邁德-伊瑪目（Ahmed-Imam）
- 萊奧·斯塔爾（英语：Leo Staar）飾演格雷迪（Grady）
- 奧列格·克里庫諾娃（Oleg Kricunova）飾演彼得·哈薩諾夫（Pyotr Khasanov）
- 席維斯·葛斯（英语：Sylvester Groth）飾演瓊斯·穆勒（Jonas Muller）

## 製作
2018年5月，潔西卡·雀絲坦向《X戰警：黑鳳凰》的導演賽門·金柏格提出了一個與《不可能的任務》和《詹姆士·龐德》題材相近的女性主演間諜片的想法。據報導，該片將由金伯格執導，並與雀絲坦共同擔任製片人。此外，雀絲坦還與瑪莉詠·柯蒂亞、潘妮洛普·克魯茲、范冰冰以及露琵塔·尼詠歐擔任主演。該項目在第71屆坎城影展期間賣給發行商，開路影業和亞馬遜工作室競標該片的發行權。然而，環球影業以2000萬美元的競標價贏得該片的北美發行權。2019年5月，賽巴斯汀·史坦和艾格·拉米瑞茲加盟劇組，而柯蒂亞退出電影。2019年6月，黛安·克魯格加盟劇組。2019年9月，艾米利歐·殷索萊拉加盟劇組。
影片是范冰冰2018年卷入逃税事件后的复出之作。范冰冰加入后不久，曾为影片投资方之一的华谊兄弟影业公司于2019年4月宣布撤出项目。

### 拍攝
主體拍攝於2019年7月開始進行，拍攝地點包括巴黎、摩洛哥、倫敦和台北。

## 發行
《355：諜影特攻》由環球影業定於2022年1月7日美國上映。此前的原日期為2021年1月15日及2022年1月14日。

## 反響

### 評價
《355：諜影特攻》在影評界收穫負評居多。在爛番茄網站上根據226篇影評，新鮮度僅24%，平均得分4.5／10。Metacritic根據40位影評，本片獲40分（滿分100），口碑普遍不佳。根據CinemaScore調查，觀眾的評價在A+至F間落於「B+」。

## 外部連結
- 互联网电影数据库（IMDb）上《355：諜影特攻》的资料（英文）
- Box Office Mojo上《355：諜影特攻》的资料（英文）
- AllMovie上《355：諜影特攻》的资料（英文）
- 爛番茄上《355：諜影特攻》的資料（英文）
- Metacritic上《355：諜影特攻》的資料（英文）
- 豆瓣电影上《355：諜影特攻》的資料 （简体中文）
- 时光网上《355：諜影特攻》的資料（简体中文）
- Yahoo奇摩電影上《355：諜影特攻》的資料（繁體中文）
- 開眼電影網上《355：諜影特攻》的資料（繁體中文）